# Сергий (Михайленко)
Архиепископ Сергий (в миру Александр Александрович Михайленко; род. 29 июля 1975, Донецк) — архиерей Украинской православной церкви (Московского патриархата), архиепископ Болградский, викарий Одесской епархии.
Наместник Константино-Еленинского мужского монастыря города Измаила.

## Биография
Родился 29 июля 1975 года в Донецке в семье шахтера. В 1993 году получил среднее образование, одновременно окончил школу радиоэлектроники при ОСОУ в Донецке.
С 1993 по 1997 год обучался в Одесской духовной семинарии.
В 1997 году принят в число братии Свято-Ильинского монастыря города Одессы.
20 апреля 1997 года был пострижен в монашество митрополитом Одесским и Измаильским Агафангелом с наречением имени в честь преподобного Сергия Радонежского. 29 апреля рукоположён в сан иеродиакона митрополитом Агафангелом в Свято-Ильинском мужском монастыре. 5 июня рукоположён в сан иеромонаха в Успенском кафедральном соборе.
С 1997 по 2001 год обучался в Киевской духовной академии.
1 апреля 1998 года назначен благочинным Свято-Ильинского мужского монастыря города Одессы. 20 апреля возведён в сан игумена.
С 1998 по 2002 год в Одесской духовной семинарии преподавал «Практическое руководство для пастырей».
4 мая 2000 года возведён в сан архимандрита.
1 марта 2001 назначен настоятелем храма в честь Тихвинской иконы Божией Матери Свято-Андреевского подворья города Одессы.
12 июня 2002 года назначен наместником Константино-Еленинского мужского монастыря города Измаила.
27 октября 2015 года решением Священного синода Украинской православной церкви избран епископом Болградским, викарием Одесской епархии.
10 ноября того же года в храме всех святых Свято-Пантелеимоновского женского монастыря в Феофании состоялся чин наречения во епископа.
15 ноября того же года в Спасо-Преображенском кафедральном соборе в Одессе была совершена хиротония архимандрита Сергия во епископа Болградского. Хиротонию совершили: митрополит Киевский и всея Украины Онуфрий (Березовский), митрополит Одесский и Измаильский Агафангел (Саввин), митрополит Донецкий и Мариупольский Иларион (Шукало), митрополит Каменец-Подольский и Городокский Феодор (Гаюн), митрополит Вышгородский и Чернобыльский Павел (Лебедь), митрополит Луганский и Алчевский Митрофан (Юрчук), митрополит Бориспольский и Броварской Антоний (Паканич), митрополит Тернопольский и Кременецкий Сергий (Генсицкий), митрополит Ровенский и Острожский Варфоломей (Ващук), митрополит Криворожский и Никопольский Ефрем (Кицай), митрополит Черниговский и Новгород-Северский Амвросий (Поликопа), митрополит Харьковский и Богодуховский Онуфрий (Легкий), митрополит Переяслав-Хмельницкий и Вишневский Александр (Драбинко), архиепископ Черновицкий и Буковинский Мелетий (Егоренко), архиепископ Балтский и Ананьевский Алексий (Гроха), архиепископ Изюмский и Купянский Елисей (Иванов), епископ Ирпенский Климент (Вечеря), епископ Овидиопольский Аркадий (Таранов), епископ Южненский Диодор (Васильчук), епископ Арцизский Виктор (Быков).
17 августа 2021 года на соборной площади Успенской Киево-Печерской лавры митрополитом Онуфрием (Березовским) возведён в сан архиепископа.